# Awelye
L'Awelye (également Yawulyu dans les nations Warlpiri (en) et Warumungu (en)) est une tradition cérémonielle qui comprend la peinture corporelle. Elle est pratiquée par les femmes des nations autochtones Anmatyerr et Alyawarre dans le Territoire du Nord, en Australie. Le terme peut également être utilisé pour décrire les chansons, les danses, les totems, la connaissance du pays et les histoires du Temps du Rêve qui font partie de l'awelye. L'awleye est toujours activement pratiquée dans toute l'Australie centrale à des fins artistiques, sociales, thérapeutiques,,,.

## Description
L'Awelye en Anmatyerr ou Awulyu en Warlpiri est un type de performance rituelle chantée qui s'accompagne de danses, de peintures du corps et d'utilisation d'objets de cérémonie et qui est pratiquée par des femmes de tribus aborigènes lors de rassemblements communautaires et de cérémonies d'initiation annuelles. Les textes versifiés des chansons se réfèrent à des lieux, personnages et pratiques ancestrales qui célèbrent les actions qui permettent de soutenir la vie quotidienne et la culture et l'histoire.

## Importance
La pratique de l’awleye est une forme collective de parenté matrilinéaire et de partage des connaissances de la terre, des coutumes et des histoires du Temps du Rêve. Les enseignements s’expriment selon différentes modalités telles que le chant, le rythme, la mélodie, les gestes et la danse, le rassemblement, l’imagerie graphique, les objets totems et l’orientation spatiale. Au sein d’Awelye, il existe de nombreux rôles et relations différenciés qui forment un tout complexe.
L'Awelye est important pour le lien familial, l'éducation du pays et la transmission des traditions, ce qui se fait grâce à la participation progressive des jeunes. En outre, comme l'a observé la musicologue australienne Linda Barwick (en), l'awleye joue un rôle de plus en plus important dans « la reconnaissance politique et sociale des performances dans l'obtention et la poursuite de l'affirmation des droits fonciers dans la société australienne contemporaine ».
Les femmes pratiquent l'Awelye également afin de se procurer du bien-être, et procurer du bien-être à leur communauté. L'awelye est aussi une pratique traditionnelle de guérison. Les chansons d'Awelye, utilisées dans les rituels de guérison, proviennent des régions des quatre grands-parents du patient. Ces chansons transmettent également l'histoire et les valeurs traditionnelles de sa communauté.

## Perpétuation et pratiques artistiques
L'Awelye est toujours activement pratiqué par les peuples Anmatyerre et Alyawarr. Cependant, les changements sociaux et démographiques post-coloniaux rapides, tels que la dégénérescence des structures familiales claniques en unités familiales nucléaires plus petites, ont rendu difficile la transmission inter-générationnelle des pratiques awelye. De nombreuses jeunes générations quittent les domaines communautaires pour se rendre dans les grandes villes afin d'y trouver des opportunités en matière d'éducation, de santé et d'emploi. En outre, l'introduction de la télévision et de la radio a remplacé la plupart des traditions cérémonielles en tant que forme dominante de divertissement. 
L'artiste Emily Kame Kngwarreye intègre l'Awelye dans ses œuvres d'art,. Abie Loy Kemarre initiée par Kathleen Petyarre, elle-même la nièce de Emily Kame Kngwarreye, sont des artistes reconnues qui peignent sur la thématique du temps du rêve. 
Josepha Petrick Kemarre peint également des cérémonies de femmes Awelye et des rêves, réalisés à l'aide de rangées de points colorés et comprenant des représentations de l'iconographie cérémonielle des femmes.  
Germain Greer, chercheuse australienne féministe observe que : « Bien que les Aborigènes n'aient pas de tradition de peinture portable, tous et toutes sont peintres. Une partie de l'« awelye » consiste à peindre le corps avec des motifs cérémoniels ».